# Liste der Universitäten in Alaska
Liste von Universitäten und Colleges im US-Bundesstaat Alaska, mit der Zahl der Studierenden im Herbst 2020 in Klammern:

## Staatliche Hochschulen
- University of Alaska System (20.836), ein Verbund bestehend aus:
  - University of Alaska Anchorage (11.953)
  - University of Alaska Fairbanks (6.813)
  - University of Alaska Southeast in Juneau (2.070)

## Private Hochschulen
- Alaska Bible College, Palmer (40)
- Alaska Pacific University, Anchorage (493)
- Charter College, Anchorage und Wasilla
- Sheldon Jackson College, Baranof Island
- Wayland Baptist University, Anchorage, mit Hauptsitz in Plainview, Texas